# Henrique XXIV de Reuss-Ebersdorf
Henrique XXIV de Reuss-Ebersdorf (em alemão:  Heinrich XXIV, Graf Reuß zu Ebersdorf) (Ebersdorf, 22 de janeiro de 1724 - Ebersdorf, 13 de maio de 1779), foi o soberano do Condado de Reuss-Ebersdorf.

## Biografia
Filho mais velho de Henrique XXIX e de Sofia Teodora de Castell-Remlingen, Henrique sucedeu seu pai como Conde de Reuss-Ebersdorf em 22 de maio de 1747 .
Enquanto seus pais eram fervorosos seguidores da Igreja da Morávia, Henrique foi defensor do pietismo, permitindo a ampla prática dessa doutrina em Ebersdorf.
Pelo casamento de sua filha mais velha foi bisavô da rainha Vitória I do Reino Unido e do rei Fernando II de Portugal.

## Casamento e filhos
Casou-se em Thurnau, em 28 de junho de 1754, com a condessa Carolina Ernestina de Erbach-Schönberg. O casal teve sete filhos:
- Henrique XLVI (1755 - 1757).

- Augusta (1757 - 1831), casada com o duque Francisco Frederico de Saxe-Coburgo-Saalfeld.

- Luísa (1759 - 1840), casada com o príncipe Henrique XLIII de Reuss-Köstritz

- Henrique LI (1761 - 1822), soberano do Principado de Reuss-Ebersdorf (instituído em 1806.

- Ernestina Ferdinanda (1762 - 1763).

- Henrique LIII (1765 - 1770).

- Henriqueta (1767 - 1801), casada com o príncipe Emílio Carlos de Leiningen-Dagsburg-Hartenburg.

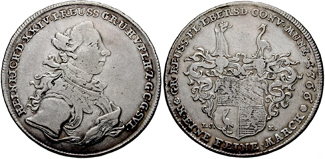
Moeda com a efígie de Henrique XXIV